# Montmartin-sur-Mer
Montmartin-sur-Mer település Franciaországban, Manche megyében. Lakosainak száma 1413 fő (2022. január 1.). Montmartin-sur-Mer Hauteville-sur-Mer, Regnéville-sur-Mer, Quettreville-sur-Sienne és Orval-sur-Sienne községekkel határos.

## Népesség
A település népességének változása:
| Lakosok száma | 847  | 821  | 880  | 1246 | 1332 | 1350 | 1337 | 1374 | 1393 | 1413 |
|               | 1968 | 1982 | 1990 | 2006 | 2013 | 2015 | 2017 | 2019 | 2020 | 2022 |